# Georges Jamotte
Georges Jamotte, né le 26 octobre 1880 à Ixelles et mort en octobre 1942 à Woluwe-Saint-Pierre, est un peintre, aquarelliste, dessinateur et caricaturiste belge.

## Biographie

### Famille
Georges (Georges Benoît Ernest Jamotte), né le 26 octobre 1880 chaussée d'Ixelles no 39 à Ixelles, est le fils d'Adolphe Jamotte (1853), employé, et de Marie Gabrielle Christians (1859-1887), mariés à Bruxelles le 14 février 1880.

### Formation
Georges Jamotte est fasciné dès son enfance par les caricatures d'Honoré Daumier et de Charles Léandre Il devient étudiant à l'Académie royale des beaux-arts de Bruxelles, où il obtient le premier prix du concours supérieur de dessin en 1906, puis le premier prix de composition de peinture en 1908.

### Carrière
En 1907, Georges Jamotte envoie des portraits caricaturaux au Vrije Kunst. En 1912, il devient membre du cercle d'art L'Essaim à Mons. Il est peu présent aux expositions nationales belges, mais il participe au Salon de Bruxelles de 1914, où il envoie un tableau intitulé Didi-Manolé.
Fin octobre 1942, Georges Jamotte meurt, à l'âge de 61 ans, à Woluwe-Saint-Pierre.

## Œuvre

### Caractéristiques
Georges Jamotte représente les portraits, les paysages et les natures mortes ornées de fleurs, de style réaliste. Il est surtout connu pour ses caricatures et ses portraits, parfois à charge.
En 1928, interviewé dans son atelier, l'artiste présente une scène de genre Lecture à la petite malade, d'une belle impression mélancolique. Il montre également des portraits de notables, comme ceux du conseiller général Eeman et du docteur Octave Maes, de même que le portrait de Ludwig van Beethoven, tiré à des milliers d'exemplaires. Son atelier recèle également de nombreuses natures mortes florales (dont des immortelles). Georges Jamotte refuse de peindre des sujets figés et veut saisir la vie. Il prône un art traditionnel.
Signature : G. Jamotte

### Expositions
- Exposition de Vrije Kunst de 1907 : des dessins, dont un représentant Émile Verhaeren.
- Exposition du cercle d'art L'Essaim à Mons en juillet 1909 : caricatures représentant notamment Eugène Ysaÿe, Émile Verhaeren, Victorien Sardou, Pablo Casals et Théodore Botrel[7].
- Exposition du cercle d'art L'Essaim à Mons en 1910 : Le Modèle, Congédiée[8].
- Exposition du cercle d'art L'Essaim à Mons en octobre 1911 : La Lecture impromptue, Rose et jaune, Me voici, Mélancolie et La Brodeuse[9].
- Salon de printemps de Bruxelles de 1912 : des pastels.
- Exposition du cercle d'art L'Essaim à Mons en octobre 1912 : Imperia (pastel) et Maisonnettes à Duinbergen[8].
- Cercle artistique de Tournai de 1912[10].
- Cercle artistique de Tournai de 1913[11].
- Exposition du cercle d'art L'Essaim à Mons en décembre 1913[12].
- Exposition de l'Université populaire de Dour en avril 1914.
- Salon de Bruxelles de 1914 : Didi-Manolé[4].
- Salon de printemps de Bruxelles de 1919 : Portrait d'un poète.
- Salon du cercle L'Effort à Dour en 1933, 1935, 1937 et 1939[13].

### Collections muséales
- Musées royaux des Beaux-Arts de Belgique (Bruxelles)[14] : 
  - Portrait d'Edmond Deman (1909), pastel et fusain sur papier marouflé sur toile, inventaire no 10006, format 91 × 71,5 cm, don de Mme Marie-Christine Hardy en mémoire de son père le colonel Hardy, Huy, 1983 ;
  - Portrait de Paulette Deman (1909), pastel et fusain sur papier marouflé sur toile, inventaire no 10007, format 58,2 × 46,8 cm, don de Mme Marie-Christine Hardy en mémoire de son père le colonel Hardy, Huy, 1983.

### Galerie

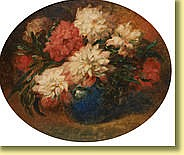
Vase fleuri de dahlias.
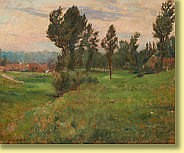
Vue de Ganshoren (1908).
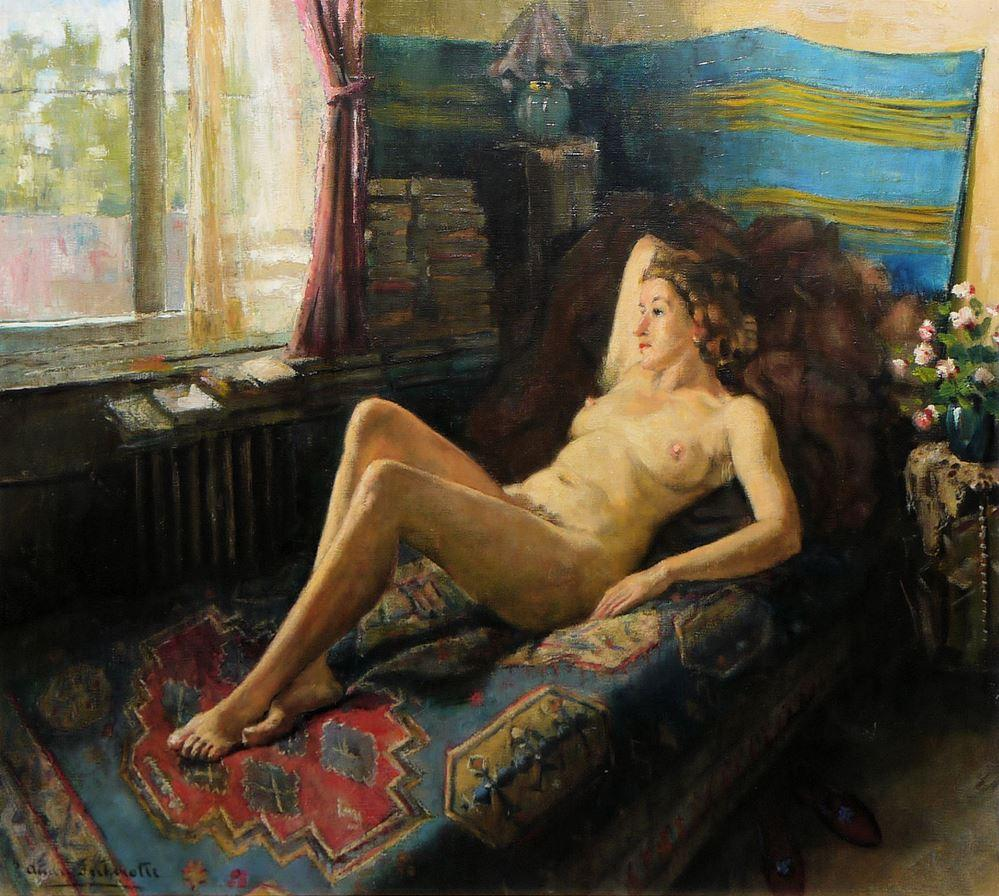
Nu féminin (vers 1920).
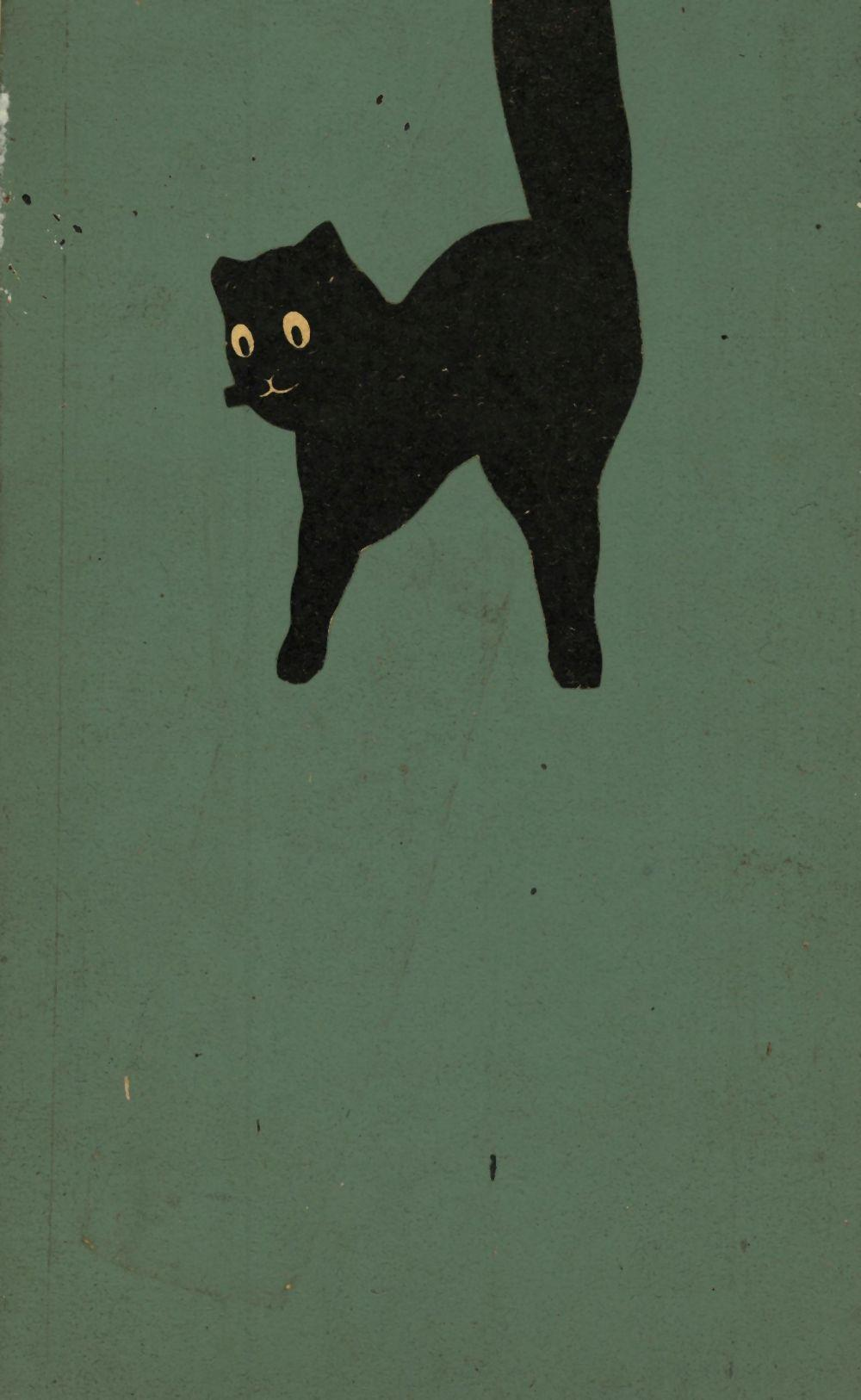
Chat noir assis (1930).